# San Blas (Messico)
San Blas è un comune del Messico, situato nello stato di Nayarit, il cui capoluogo è la località omonima.
La popolazione della municipalità è di 43.979 abitanti (2015) e ha una estensione di 849,78 km².

## Storia
Dal porto di San Blas partirono il 12 marzo 1768 i frati francescani, guidati da padre Junípero Serra e diretti alla Missione Nuestra Señora de Loreto Conchó, sita nella parte sudorientale della Penisola della Bassa California, con lo scopo di colonizzare ed evangelizzare l'Alta California.

## Monumenti e luoghi d'interesse
- Isole Marías - arcipelago di 4 isole, dichiarate nel 2010 Riserva della biosfera dall'UNESCO.